# Björgvin Páll Gústavsson

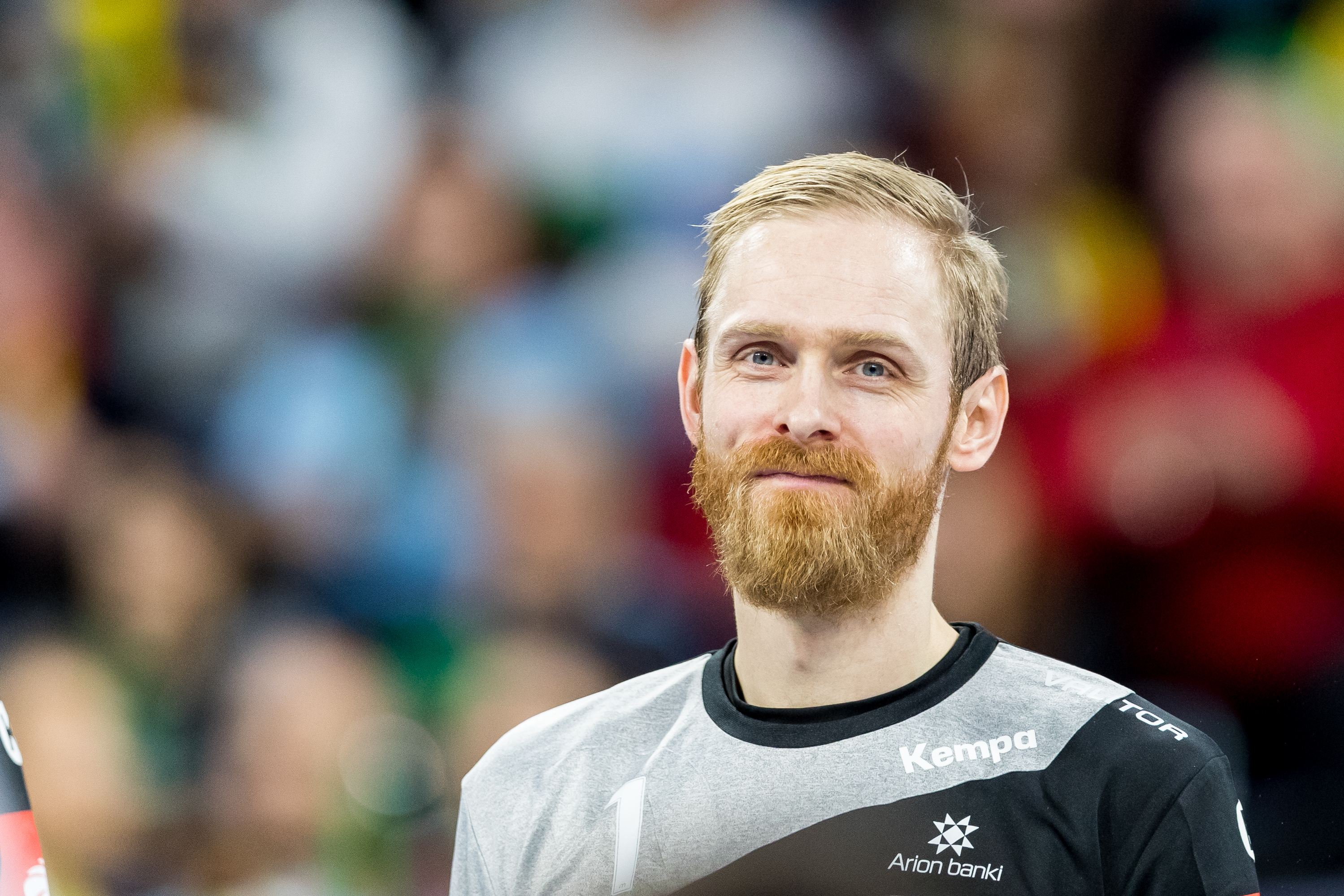
Björgvin Páll Gústavsson, 2020.

Björgvin Páll Gústavsson, född 24 maj 1985 i Hvammstangi, är en isländsk handbollsmålvakt.

## Karriär
Karriären inleddes i HK  Kópavogur på Island. När han var 20 år spelade han en säsong för IBV Vestmanneyer och året efter för Fram i Reykjavik. De utländska proffsåren inledde i tyska division 2 klubben Bittenfeld innan han spelade 2år i Kadetten i Schweiz. Han spelade sedan två år i Magdeburg innan han kom till HC Bergischer 2013. I den klubben stannade han i fyra år och främsta framgången var ett silver i tyska cupen 2016. 2017 återvände han ett år till Island men 2018 var han i danska toppklubben Skjern och där spelar han nu 2019.

### Landslagskarriär
Björgvin Gustavsson har hittills spelar 208 landskamper för Island och gjort 8 mål. Främsta framgången är att han tog OS-silver i herrarnas turnering i samband med de olympiska handbollstävlingarna 2008 i Peking. 2010 i EM vann han en bronsmedalj.

## Klubbar
- HK Kópavogur (–2006)
- ÍBV Vestmannaeyja (lån, 2005–2006)
- Fram Reykjavík (2006–2007)
- TV Bittenfeld (2007–2009)
- Kadetten Schaffhausen (2009–2011)
- SC Magdeburg (2011–2013)[3]
- Bergischer HC (2013–2017)
- Haukar Hafnarfjörður (2017–2018)[4]
- Skjern Håndbold (2018–2020)[5]
- Haukar Hafnarfjörður (2020–2021)
- Valur Reykjavík (2021–)

## Meriter
- Guld vid U18-EM 2003 i Slovakien
- OS-silver 2008 i Peking
- EM-brons vid EM 2010